# 嵩田村
嵩田村（たけだむら）は、かつて岐阜県郡上郡に存在した村である。1954年に合併で美並村となった後、現在は郡上市の一部である。かつての美並村の西部、長良川の西岸に該当する。
村名は、合併した三つの村の名前に由来し、山田村の「山」、高砂村の「高」、上田村の「田」をあわせた合成地名である。

## 歴史
- 江戸時代、この地域は郡上藩領であった。
- 1875年（明治8年） -
  - 赤池村、杉原村、鬮本村、門福手村が合併し、山田村[1]となる。
  - 高原村と粥川村が合併し、高砂村となる。
  - 下田村、木尾村、繁在村、根村が合併し、上田村となる。
- 1889年（明治22年）7月1日 - 山田村、高砂村、上田村が合併し、嵩田村となる。
- 1954年（昭和29年）11月1日 - 下川村と合併し美並村が発足。同日嵩田村廃止。

## 学校
- 嵩田村立高山小学校
- 下川村立上田小学校（現・郡上市立吉田小学校）
- 下川村立南上田小学校
- 中学校は下川村の郡上郡学校組合立郡南中学校。

## 交通機関
- 国鉄越美南線
  - 美濃洲原駅[2]・半在駅・郡上赤池駅

## 神社・仏閣
- 北辰寺
- 星宮神社
- 熊野神社

## 名所
- 釜ヶ滝（濃飛八景の第四位）

## その他
- 江戸時代の僧侶円空は、1632年（寛永9年）に瓢ヶ岳山麓で木地師の子に生まれたという説がある。この説で推測される出生地は郡上郡粥川村であり、嵩田村の一部ということになる。